# Štěpán Neuwirth
Štěpán Neuwirth (* 9. Februar 1944 in Polanka an der Oder) ist ein tschechischer Schriftsteller und Publizist.

## Leben
Das Hauptinteresse Neuwirths gilt der Natur. Der Förster setzt sich aktiv für den Naturschutz ein, konkret für die Gegend um die Oder. Zurzeit lebt er in seinem Geburtsort. Er ist ebenfalls als Sprecher der Fakultätsklinik in Ostrava (Ostrau) tätig.

## Werke
Neuwirth arbeitet seit 1966 für zahlreiche Redaktionen von Tageszeitungen, Zeitschriften, des Rundfunks und des Fernsehens. Seine Erzählungen und sieben Bücher behandeln meist die Natur, wobei er sich für deren Schutz und die Ökologie einsetzt. Sein erstes umfangreiches Werk (der Roman Pazderna) veröffentlichte er unter dem Pseudonym Roman Jiříkovský. Für sein Buch Tep nemocnice erhielt er 2003 den Egon-Erwin-Kisch-Preis.
- 1977: Pazderna
- 1983: Srna z olšového mlází
- 1997: Smrt číhá v tůni
- 2000: Paseka živých jelenů
- 2001: Vyznání krajině
- 2002: Povídky od loveckého krbu
- 2002: Tep nemocnice